# Diócesis de Llandaff (antigua)
La diócesis de Llandaff (en latín: Dioecesis Landavensis, en inglés: Diocese of Llandaff y en galés: Esgobaeth Llandaf) fue una circunscripción eclesiástica de la Iglesia católica en el Reino Unido. Se trataba de una diócesis latina, sufragánea de la arquidiócesis de Canterbury. Por el Acta de Supremacía del Parlamento de Inglaterra del 8 de mayo de 1559 fue convertida en la diócesis de Llandaff de la Iglesia de Inglaterra.

## Territorio y organización

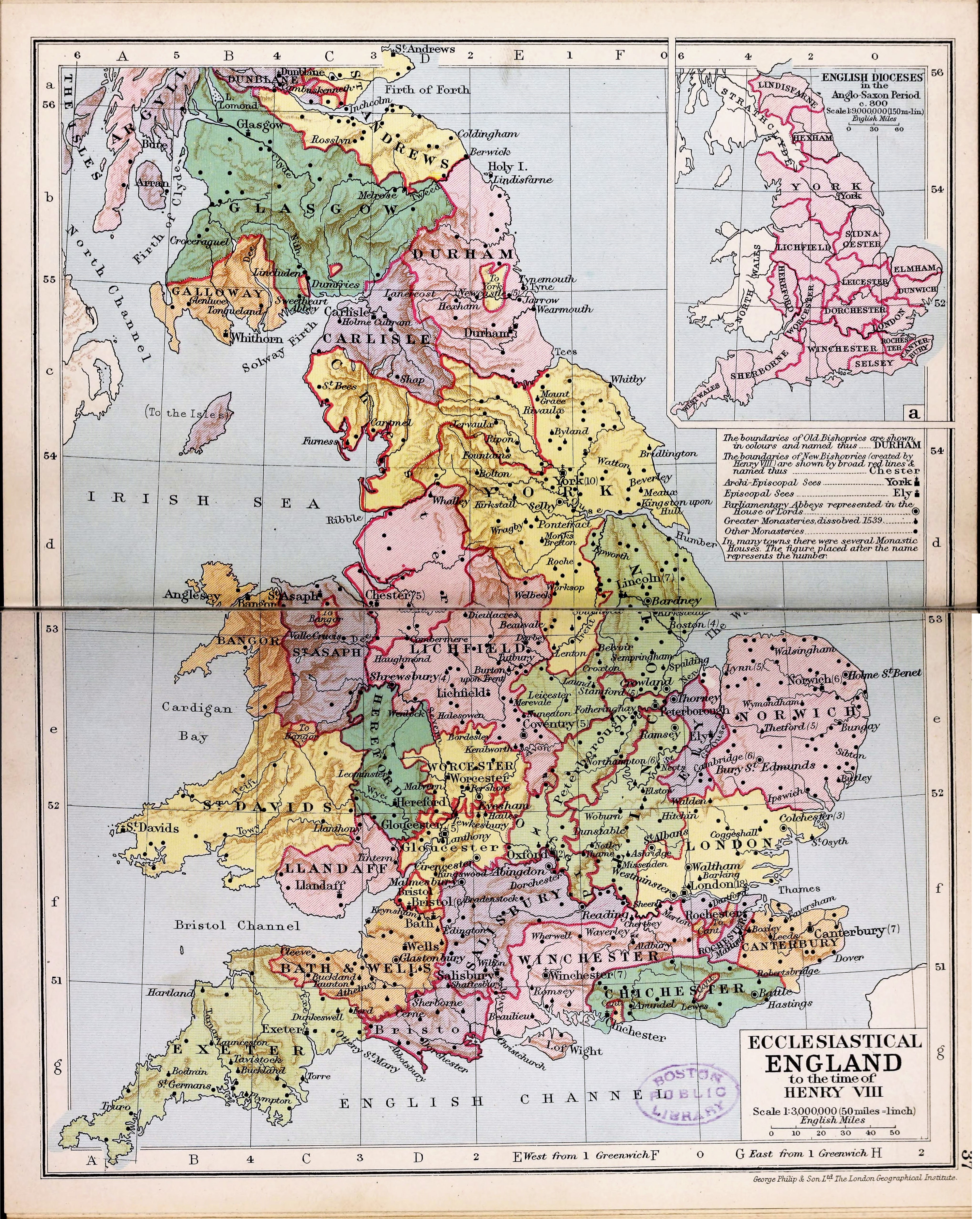
Mapa de las diócesis de Inglaterra y Gales

La diócesis extendía su jurisdicción sobre los fieles católicos de rito latino residentes en el antiguo Reino de Ergyng en el área del actual condado de Glamorgan en Gales.
La sede de la diócesis se encontraba en la ciudad de Llandaff, en donde se halla la Catedral de San Pedro y San Pablo, que desde la Reforma anglicana perteneció a la Iglesia de Inglaterra, y desde 1920 a la Iglesia de Gales.

## Historia

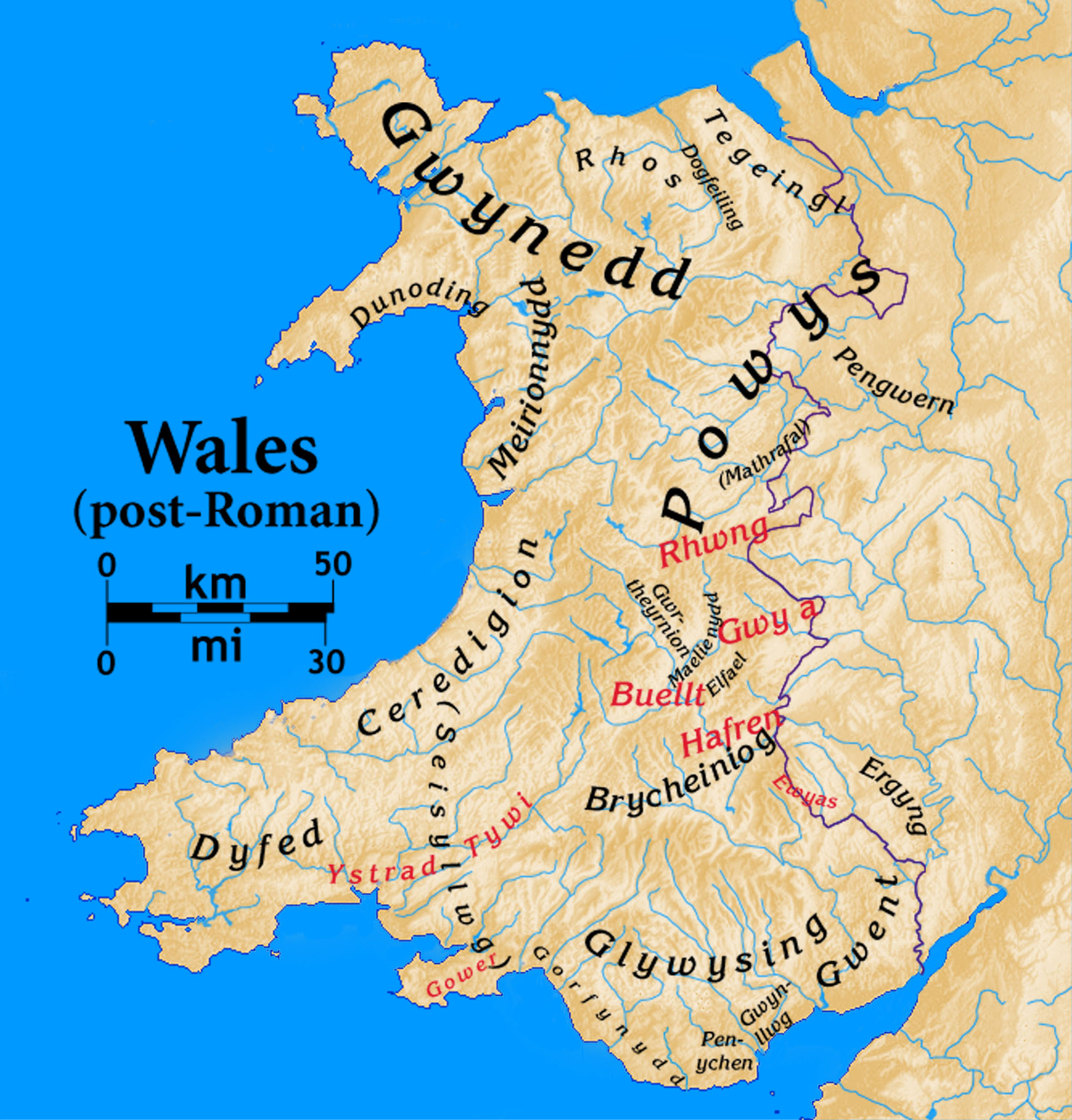
Mapa que muestra la ubicación del Reino de Ergyng

La diócesis de Llandaff fue erigida alrededor de 560 por san Teilo, a raíz del movimiento monástico iniciado por san Dubricius (Dyfrig), quien fundó varios monasterios en el Reino de Ergyng, incluidos los de Hentland y Moccas. Originalmente cristianos celtas, los obispos estuvieron en plena obediencia al papa desde el año 777.
La cronología de los obispos posteriores es incierta, al menos hasta el siglo X. La primera evidencia de que los obispos eran llamados obispos de Llandaff data de principios del siglo XI. Antes de esto, aunque aún ministraban en Glamorgan y Gwent, se describían a sí mismos como obispos de Teilo y casi con certeza residían en la abadía de Llandeilo. Los primeros obispos probablemente residían en Ergyng. Antes de 1107, se había adoptado el título de obispo de Gwlad Morgan (Glamorgan). El obispo Urbano utilizó el título de obispo de Llandaff a partir de c. 1119.  
En el año 914 d. C., los daneses asolaron Archenfield, según la Crónica Anglosajona (915 d. C., Manuscrito de Worcester, p. 99). Los jarls que lideraban las incursiones, Ohtor y Hroald, capturaron al obispo; posteriormente se pagó un rescate por él. Los jarls murieron en una batalla posterior en "Killdane Field" (o "Kill Dane") en Weston-under-Penyard y los asaltantes fueron sometidos.

### Reforma anglicana
Luego de que el 23 de marzo de 1534 el papa Clemente VII excomulgara el rey Enrique VIII a causa de su divorcio de Catalina de Aragón, el 3 de noviembre de 1534 el Parlamento de Inglaterra aprobó el Acta de Supremacía de 1534
mediante la cual se declaraba que el rey era «only supreme head in earth of the Church of England, called Anglicana Ecclesia», acto formal mediante el cual la Iglesia católica de Inglaterra entraba en cisma con la Santa Sede, transformándose en una Iglesia nacional independiente. El 18 de diciembre de 1534 aprobó además la Ley de Traición que castigaba con la pena de muerte a quienes no aceptaran el Acta de Supremacía. El Parlamento de acuerdo con Enrique VIII emitió los Seis Artículos en agosto de 1539, por los que se mantuvo la liturgia católica-romana tradicional casi sin cambios en las doctrinas y prácticas de la nueva Iglesia nacional independiente de Inglaterra.
En la diócesis de Llandaff era obispo el español George de Athequa, que era el capellán y confesor de la reina Catalina de Aragón y de su hija la futura reina María I Tudor. No residía en la diócesis y permaneció como obispo católico legítimo incluso después del inicio del cisma inglés, ya que se negó a jurar el Acta de Supremacía. Intentó huir del país, pero fue descubierto y encarcelado. Fue liberado solo gracias a la intervención del embajador imperial, pero se vio obligado a permanecer en Inglaterra hasta febrero de 1537, cuando renunció, viajó a España y falleció al mes siguiente. Sin requerir el consentimiento de Roma, Robert Holgate fue elegido obispo de Llandaff el 8 de marzo de 1537 y el 16 de enero de 1545 fue trasladado como arzobispo de York. En su remplazo fue elegido el último abad de Eynsham, Anthony Kitchin, quien fue consagrado el 3 de mayo de 1545.
Tras la muerte de Enrique VIII el 28 de enero de 1547 lo sucedió su hijo Eduardo VI. Durante su reinado la Iglesia de Inglaterra llegó a ser teológicamente protestante. En Llandaff continuó como obispo Anthony Kitchin, quien adoptó la doctrina protestante del rey.
Tras la muerte de Eduardo VI el 6 de julio de 1553 ascendió al trono la católica María I Tudor, quien por ley del Parlamento del 12 de noviembre de 1554 derogó el Acta de Supremacía y luego se abolió toda la legislación religiosa aprobada contra el papado a partir de 1529. La sede de Llandaff continuó en manos de Anthony Kitchin, quien retornó al catolicismo y fue confirmado por el papa, siendo el último obispo de Llandaff en comunión con la Santa Sede.
El 17 de noviembre de 1558 falleció la reina María y fue sucedida por Isabel I, quien con otra Acta de Supremacía del 8 de mayo de 1559 restauró la independencia de la Iglesia anglicana y rompió definitivamente con la Santa Sede. Desde entonces la diócesis de Llandaff es parte de la Iglesia de Inglaterra y el obispo Anthony Kitchin fue el único que prestó el juramento a la nueva Acta de Supremacía, a pesar de no estar a favor del giro protestante, iniciando la lista de obispos anglicanos de la diócesis de Llandaff, que desde 1920 pertenece a la Iglesia de Gales.

## Episcopologio

### Obispos de Glamorgan y Gwent
- San Dubricio †
- San Teilo †
- Oudoceus †
- Ubylwinus †
- Aedanus †
- Elgistil †
- Iunapeius †
- Comergius †
- Arwistil †
- Gurvan †
- Guodloiu †
- Edilbinus †
- Grecielis †
- Berthwyn †
- Tyrchanus †
- Elvogus †
- Catguaret †
- Cerenhir †
- Nobis †
- Nudd † (929-?)
- Cimeliauc †
- Libiau †
- Marcluith † (?-943 falleció)
- Pater †

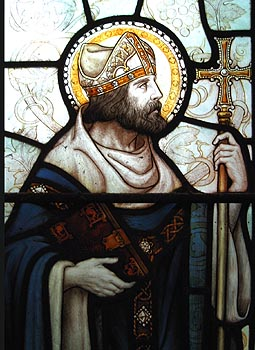
San Dubricio

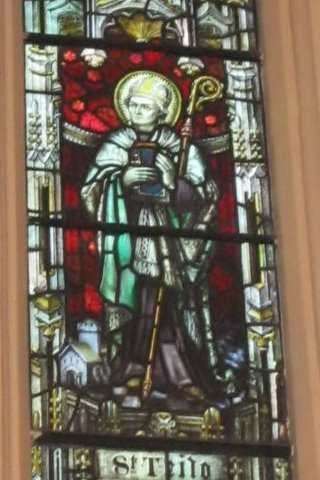
San Teilo

- Bledri † (circa 983/1005-1022 falleció)
- Joseph † (1 de octubre de 1022 consagrado-1046 falleció)
- Herewald † (26 de mayo de 1056 consagrado-6 de marzo de 1104 falleció)

### Obispos de Llandaff
- Urbano † (11 de agosto de 1107-1134 falleció)
  - Sede vacante (1134-1140)
- Uhtred † (1140 consagrado-1148 falleció)
- Nicholas ap Gwrgant † (1148-6 de julio de 1183 falleció)
- William de Saltmarsh † (10 de agosto de 1186-1191 falleció)
- Henry de Abergavenny † (2 de diciembre de 1193 consagrado-12 de noviembre de 1218 falleció)
- William de Goldcliff † (3 de noviembre de 1219-28 de enero de 1230 falleció)
- Elias de Radnor † (1 de diciembre de 1230-13 de mayo de 1240 falleció)
- William de Christchurch † (circa 1240-1244 renunció)
- William de Burgh † (1245 consagrado-11 de junio de 1253 falleció)
- John de la Ware † (11 de enero de 1254 consagrado-30 de junio de 1256 falleció)
- William de Radnor † (6 de enero de 1257 consagrado-enero de 1266 falleció)
- William de Braose † (después del 16 de mayo de 1266-19 de marzo de 1287 falleció)
- William de Hothun, O.P. † (4 de septiembre de 1290-? falleció)
- John de Monmouth † (1294-8 de abril de 1323 falleció)
- John de Egglescliffe, O.P. † (20 de junio de 1323-2 de enero de 1347 falleció)
- John Paschal, O.Carm. † (19 de febrero de 1347-11 de octubre de 1361 falleció)
- Rodger Cradock, O.F.M. † (15 de diciembre de 1361-16 de agosto de 1382 falleció)
- Thomas Rushhook, O.P. † (3 de mayo de 1383-7 de noviembre de 1385 nombrado obispo de Chichester)
- William Bottlesham † (2 de diciembre de 1385-27 de agosto de 1389 nombrado obispo de Rochester)
- Edmund Bromfeld † (27 de agosto de 1389-10 de junio de 1393 falleció)
- Robert Tideman of Winchcombe † (15 de abril de 1394-14 de junio de 1395 nombrado obispo de Worcester)
- Andrew Barret † (15 de junio de 1395-mayo de 1396 falleció)
- John Burghill, O.P. † (12 de abril de 1396-12 de julio de 1398 nombrado obispo de Coventry y Lichfield)
- Thomas Peverel † (12 de julio de 1398-4 de julio de 1407 nombrado obispo de Worcester)
- John de la Zouche † (12 de agosto de 1408-28 de abril de 1423 falleció)
- John Wells, O.F.M. † (9 de julio de 1423-circa 1 de noviembre de 1440 falleció)
- Nicholas Ashby, O.S.B. † (17 de febrero de 1441-de agosto de 1458 falleció)
- John Hunden, O.P. † (19 de junio de 1458-circa junio de 1476 renunció)
- John Smith † (11 de marzo de 1476-29 de enero de 1478 falleció)
- John Marshall † (18 de mayo de 1478-1496 falleció)
- John Ingleby † (27 de junio de 1496-circa noviembre de 1499 falleció)
- Miles Salley, O.S.B. † (8 de enero de 1500-diciembre de 1516 falleció)
- George de Athequa † (11 de febrero de 1517-febrero de 1537 renunció)[nota 1]
  - Robert Holgate † (25 de marzo de 1537 consagrado-16 de enero de 1545 trasladado a York) (obispo cismático anglicano)
  - Anthony Kitchin † (3 de mayo de 1545 consagrado-después del 12 de noviembre de 1554 retornó al catolicismo y fue confirmado por el papa)
- Anthony Kitchin † (después del 12 de noviembre de 1554 confirmado-después del 8 de mayo de 1559 apostató)[nota 2]